# Країна сліпих

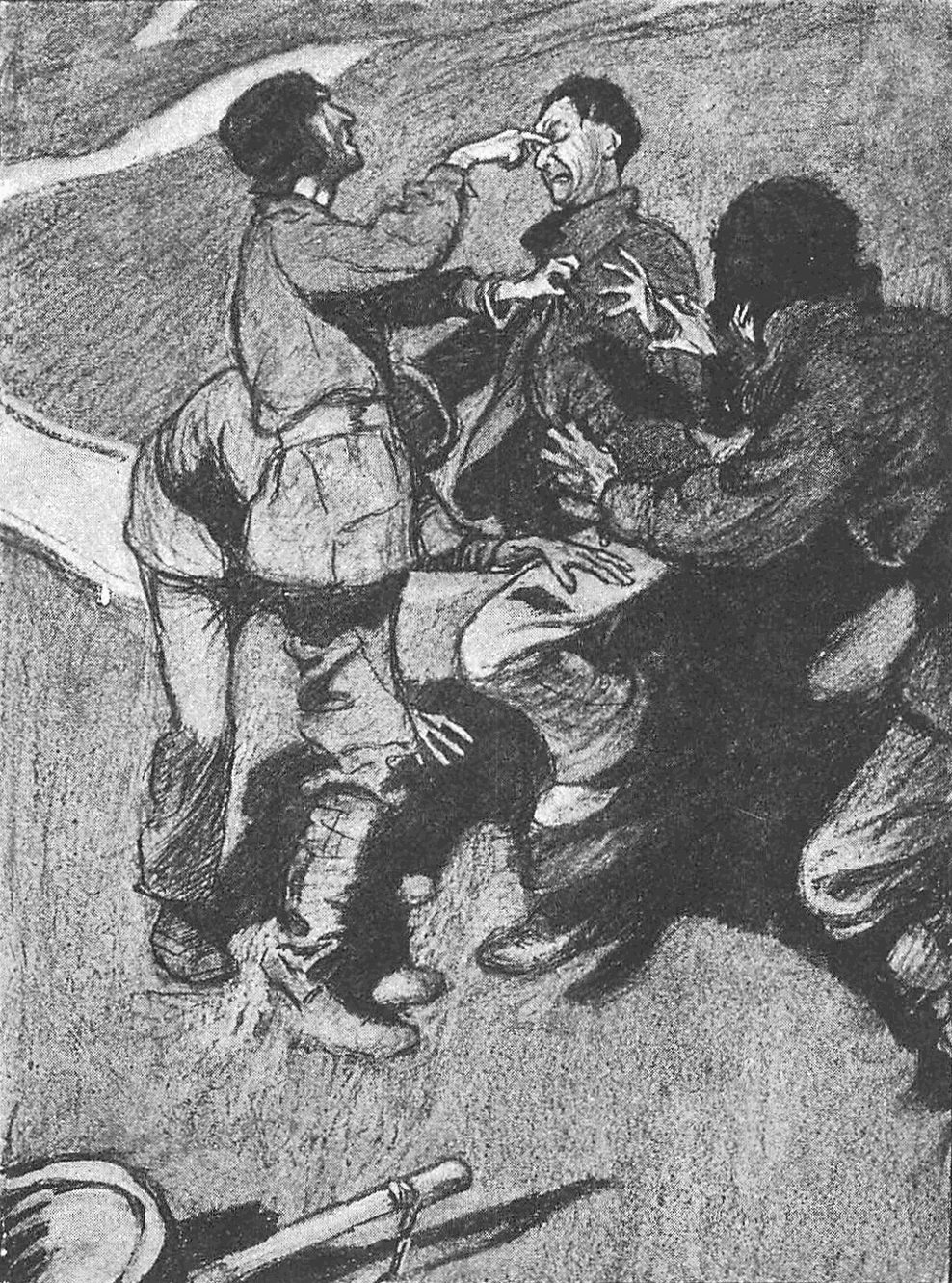
Країна сліпих

«Країна сліпих» (англ. The Country of the Blind) — оповідання англійського письменника Герберта Веллса, видане 1904 року.

## Сюжет
Альпініст на ім'я Нуньєс подорожує в горах Еквадору та знаходить долину, відрізану від решти світу, з крутими схилами з усіх боків. Невідоме для нього місце виявилося легендарною Країною сліпих. Долина була притулком для поселенців, які втекли від тиранії іспанських правителів, а землетрус відрізав їх від зовнішнього світу. Ізольовані переселенці процвітали багато століть. Але їх вразила страшна хвороба. Мешканці поступово втрачали зір. Немовлята народжувались уже сліпими. І коли останній зрячий мешканець долини помер, суспільство стало цілком сліпим.
Нуньєс спускається в долину і знаходить унікальне місто, проходи в якому складаються з мережі вікон і бордюрів. Тоді він розуміє, що може вчити місцевих мешканців, а також керувати ними. Але місцеві не розуміють сенсу його дій. Він неохоче підкоряється способу їхнього життя, тому що вороття з цієї долини немає.
Йому надають роботу в місцевого жителя Якоба. З часом гість закохується в його дочку Медіну-Сароте та намагається повернути їй зір. Вона не розуміє навіщо це потрібно. Нуньєс відмовляється від роботи. Тамтешній лікар пропонує видалити йому очі, мотивуючи це тим, нібито вони погано впливають на мозок. Він погоджується, але напередодні операції тікає у гори, щоб відшукати вихід з долини.
В оригінальному тексті Нуньєс вибирається з долини, проте в нього немає припасів і спорядження. Його подальша доля лишається невідомою. В переглянутій і розширеній версії оповідання 1939 року Нуньєс бачить здалеку, що долині загрожує обвал. Він намагається попередити сліпих, але вони глузують з його застережень. Тоді він тікає з долини, взявши з собою Медіну-Сароте, коли обвал справді стається.